# پاکسازی (فیلم ۲۰۱۳)
پاکسازی (انگلیسی: The Purge) فیلمی آمریکایی در ژانر اکشن ترسناک و ویران‌شهری به نویسندگی و کارگردانی جیمز دموناکو است که در سال ۲۰۱۳ منتشر شد. ایثن هاک، لینا هیدی، آدلاید کین، و مکس برکهولدر بازیگران فیلم هستند. نخستین نمایش پاکسازی در ۲ مه ۲۰۱۳، در طی جشنواره فیلم استنلی بود، و سپس در ۷ ژوئن ۲۰۱۳ در ایالات متحده اکران شد. این فیلم ۹۱ میلیون دلار در سراسر جهان فروش کرد در حالی که ۳ میلیون دلار بودجه ساخت آن بوده‌است. 
این فیلم نخستین قسمت از فرنچایز به‌شمار می‌رود. دنباله این فیلم با زیر فرنام آنارشی در ۱۸ ژوئیه ۲۰۱۴ به نمایش درآمد. سومین فیلم نیز تحت عنوان سال انتخابات در ۱ ژوئیه ۲۰۱۶ اکران شد، و نسخهٔ پیش‌درآمد در این سری به نام اولین پاکسازی در ۴ ژوئیه ۲۰۱۸ منتشر شد. همچنین پنجمین قسمت این مجموعه به نام پاکسازی ابدی در سال ۲۰۲۱ منتشر شد.

## داستان
دولت به مردم اجازه می‌دهد تا هر سال، در یک شب از ساعت ۷ شب تا ۷ صبح، به قتل و جنایت بپردازند و عقده‌های یکساله شان را خالی کنند تا بدین ترتیب برای باقی روزهای سال خشونتی در وجودشان نباشد.
سندین (ایثن هاک) یک نصاب تجهیزات امنیتی برای منازل است که با توجه به اتفاقی که هر سال رخ می‌دهد، توانسته امنیت نسبی را برای افرادی که قصد ندارند در این روز خونی خیابانی شرکت کنند، تامین کند و خانه‌های آنان را مجهز به تکنولوژی‌های امنیتی کند. اما وی و خانواده‌اش در شب قتل و عام، خود گرفتار مشکلاتی می‌شوند.

## بازیگران
- ایثن هاک در نقش جیمز سندین
- لینا هیدی در نقش ماری سندین
- مکس برکهولدر در نقش چارلی سندین
- آدلاید کین در نقش زویی سندین
- ادوین هودگ در نقش دانته بیشاپ
- ریس ویکفیلد در نقش رهبر با ادب
- تونی اولر در نقش هنری
- آریجا باریکیس در نقش گریس فرین
- دانا بانچ در نقش آقای فرین
- کریس مالکی در نقش آقای هالوِرسون
- تیشا فرنچ در نقش خانم هالوِرسون